# Wijdemeren
Wijdemeren /'ʋɛɪ̯dəˌme:rən/  è un comune olandese di 23 403 abitanti situato nella provincia dell'Olanda Settentrionale. 
Il comune viene fondato nel gennaio 2002 a seguito di una fusione dei comuni di Loosdrecht (che apparteneva alla provincia di Utrecht fino al 2002), 's-Graveland e Nederhorst den Berg. Nel comune ci sono i seguenti paesi:
- Ankeveen
- Boomhoek
- Breukeleveen
- 's-Graveland
- Kortenhoef
- Loosdrecht
  - Nieuw-Loosdrecht
  - Oud-Loosdrecht
- Muyeveld
- Nederhorst den Berg
- Overmeer